# Protomyctophum crockeri
Protomyctophum crockeri és una espècie de peix de la família dels mictòfids i de l'ordre dels mictofiformes.

## Morfologia
- Els mascles poden assolir 3,7 cm de longitud total.
- Nombre de vèrtebres: 36-38.[4][5]

## Reproducció
És ovípar amb larves i ous planctònics.

## Depredadors
Als Estats Units és depredat per Thunnus alalunga.

## Hàbitat
És un peix marí i d'aigües profundes que viu entre 100-500 m de fondària.

## Distribució geogràfica
Es troba al Pacífic nord: Japó i des del sud de Califòrnia fins a Washington.